# سی‌اس‌اس رالگ (۱۸۶۱)
سی‌اس‌اس رالگ (۱۸۶۱) (به انگلیسی: CSS Raleigh (1861)) یک کشتی بود. این کشتی در سال ۱۸۶۱ ساخته شد.